# Ján Malár
Ján Malár (24. října 1900 Itzling – 6. února 1992 Bratislava) byl důstojník československé armády slovenské národnosti, účastník Slovenského národního povstání a politický vězeň komunistického režimu v Československu.

## Život

### Před druhou světovou válkou
Ján Malár se narodil 24. října 1900 v hornorakouském Itzlingu v rodině podomního obchodníka Michala Malára a Eleny, rozené Vrábelové. Mezi lety 1912 a 1916 studoval na evangelickém gymnáziu v Šoproni, poté do roku 1918 tamtéž na učitelském ústavu a mezi lety 1919 a 1920 a učitelském ústavu v Modre, kde také odmaturoval. V říjnu 1920 nastoupil na prezenční vojenskou službu v Nemecké Ľupči a ještě v prosinci téhož roku začal studovat na Vojenské akademii v Hranicích. Po dokončení studia v roce 1922 sloužil v různých posádkách na jihozápadním Slovensku, přičemž si nadála zvyšoval kvalifikaci absolvováním aplikačních důstojnických škol a odborných kurzů. V roce 1933 byl ustanoven velitelem čety u 3. eskadrony obrněných automobilů v Bratislavě, v roce 1935 pak technickým pobočníkem velitele pluku útočné vozby 3 v Martině. Od roku 1936 působil na Vysoké škole válečné v Praze jako učitel jízdy a profesor maďarštiny, od 1. ledna 1938 pak ve funkci velitele pomocné eskadrony Vysoké školy válečné. Dosáhl hodnosti štábního kapitána.

### Druhá světová válka
Po rozpadu Československa v březnu 1939 přešel Ján Malár do nově vzniklé slovenské armády. Sloužil na východním Slovensku, v září 1939 se zúčastnil tažení do Polska, poté působil jako velitel výcviku v Liptovském Mikuláši. Mezi srpnem 1941 a dubnem 1942 absolvoval turnus na východní frontě, poté se vrátil do původní funkce. V červenci téhož roku nastoupil turnus druhý, kdy se v pozici přednosty vozatajské správy Rychlé divize zúčastnil bojů v prostoru Rostov na Donu - Kavkaz. V prosinci téhož roku se vrátil opět do své původní funkce.

#### Slovenské národní povstání
Po vypuknutí Slovenského národního povstání se do něj pod velením Jána Malára zapojilo i jemu podřízené výcvikové středisko v Liptovském Mikuláši. Do 8. září 1944 pokračoval ve funkci jeho velitele, poté byl ustanoven velitelem IV. taktické skupiny, se kterou vedl ústupové boje na západních přístupech k centru povstaleckého území. Po likvidaci povstání ustoupil 27. října téhož roku do hor, o dva dny později byl zajat Němci v prostoru Velké Chochule. Vězněn byl v Ružomberku, Bratislavě a dolnorakouských zajateckých táborech Kaisersteinbruch a Altenburgu, odkud byl 15. dubna 1945 osvobozen americkou armádou.

### Po druhé světové válce
Po návratu do Československa sloužil Ján Malár u tankových vojsk na Slovensku a byl povýšen na plukovníka. Mezi květnem 1946 a srpnem 1947 působil u přesídlovací komise v Budapešti. Poté sloužil jako oblastní inspektor branné výchovy a v listopadu 1949 byl odeslán na dovolenou. V lednu 1950 byl uvězněn, od 19. července téhož roku na Mírově, v listopadu degradován. Po propuštění se živil jako dělník nebo technický úředník. Znovu uvězněn byl v roce 1958 v souvislosti s politickým procesem proti Imrichu Karvašovi a odsouzen k devíti letům vězení. V roce 1960 byl amnestován a živil se dále jako elektroinstalatér pro Svaz invalidů. V roce 1968 a po roce 1989 byl postupně rehabilitován. Zemřel 6. dubna 1992 v Bratislavě, jeho tělo bylo zpopelněno v krematoriu tamtéž.

## Rodina
Bratrem Jána Malára byl generál Augustín Malár. Oženil se s Martou Hruškovou, manželům se v roce 1937 narodil syn Dušan a v roce 1941 syn Branislav.

## Vyznamenání
- 1939 Slovenská medaile Za hrdinství III. stupně
- 1939 Pamětní medaile Za obranu Slovenska
- 1942 Slovenská medaile Za hrdinství II. stupně
- 1943 Slovenský válečný vítězný kříž IV. stupně
- 1946 Řád Slovenského národního povstání I. třídy
- 1946 Československý válečný kříž 1939
- 1946 Československá medaile za zásluhy I. stupně
- 1947 Pamětní kříž Československé obce dobrovolecké
- 1947 Francouzská Pamětní medaile za válku 1939-1945